# شوعي
الشوعي (ج: شواعي) هو أحد السفن الشراعية الكويتية أستخدم لحرفة الغوص على اللؤلؤ و صيد الأسماك.

## التصميم
يشابه الشوعي و السنبوك في كثير من الخصائص إلا أن الشوعي أصغر حجماً، كما أن مؤخرة الشوعي غير مزخرفة و مقدمتة تشبه حد السيف.